# Florian Adamski (Schauspieler)
Florian Adamski (* 18. Jänner 1971 in Wien; † 1. Jänner 2023 in Hopfgarten im Brixental) war ein österreichischer Kabarettist und Schauspieler.

## Leben
Florian Adamski wuchs in Kundl in Tirol auf, wo er zunächst die Volksschule und später das Realgymnasium in Wörgl besuchte. Im Zuge des 38. Jugend-Redewettbewerbs 1990 machte er mit seiner Rede übers Reden erstmals auf sich aufmerksam. Nach Schul-, Bezirks- und Landessieg wurde Florian Adamski beim Bundeswettbewerb ausgeschlossen und mit einem Literaturpreis ausgezeichnet.
Nach seinem Biochemiestudium am  Kolleg Rosensteingasse in Wien begann Florian Adamski während seiner Arbeit in der Biochemie Kundl (heute Sandoz) seine Karriere als Schauspieler anfangs bei den Schlossbergspielen Rattenberg, wo er unter anderem in William Shakespeares Viel Lärm um nichts oder Felix Mitterers Kein Platz für Idioten mitwirkte. 2001 beendete er seine Arbeit als Biochemiker und widmete sich von nun an ganz der Schauspielerei. Er verfasste sein erstes Soloprogramm im Rahmen des 350. Todestages von Tirols Kanzler Wilhelm Biener, indem er in der Rolle des „Verfluchten“ die Umstände erläutert, wie es auf Grund von Wein, Weib und Gesang dazu kam, dass das Begnadigungsschreiben seinen Bestimmungsort nicht zeitgerecht erreichte. Mit der Idee des historischen Kabaretts gestaltete er auch sein zweites Soloprogramm 1192 – gesucht Richard Löwenherz. Als Blondel de Nesle von Arras, Minnesänger und Jugendfreund König Richards, lassen ihn reinkarnatorische Umstände bis in die heutige Zeit nach seinem König suchen. Das Programm erhielt den Tam Basilisk und Freistädter Frischling. Zeitgleich widmete sich Florian Adamski dem Theater, in einer neuen Fassung des Silvesterklassikers Dinner for One unter der Regie von Pepi Pittl und einigen Engagements bei den  Vereinigten Bühnen Bozen. In den Jahren 2007 und 2008 trat er neben Engagements in Telfs und Schwaz auch in dem Theaterstück Unterguggenberger, das vom Freigeldexperiment des damaligen Bürgermeisters Michael Unterguggenberger erzählt und in Wörgl uraufgeführt wurde, auf.
Adamski starb am Neujahrstag 2023 über 2 Wochen vor seinem 52. Geburtstag bei einem Unfall beim Gleitschirmfliegen. Er wurde in Kundl bestattet.

## Theater
- 1988 Gaststubenbühne Wörgl: Lindmoser Toni in „Zwölfeläuten“ von Heinz Rudolf Unger
- 1999 Volkstheater Brixlegg: „Auf hoher See“ von Slawomir Mrozek
- 1999 Schlossbergspiele Rattenberg: Knechtl in „Erde“ von Karl Schönherr
- 2000 Schlossbergspiele Rattenberg: Adi in „Kein Platz für Idioten“ von Felix Mitterer
- 2001 Schlossbergspiele Rattenberg: Fuhrknecht in „Frau Suitner“ von Karl Schönherr
- 2002 Schlossbergspiele Rattenberg: Hörl in „Viel Lärm um Nichts“ von William Shakespeare
- 2003 Schlossbergspiele Rattenberg: Boandlkramer in „Der Brandner Kaspar“
- 2004 Schlossbergspiele Rattenberg – Uraufführung „Die Hutterer“ von Felix Mitterer
- 2005 Vereinigte Bühnen Bozen: Uraufführung „Fleisch“ von Felix Mitterer
- 2005 Vereinigte Bühnen Bozen: Präparator in „Glaube Liebe Hoffnung“ Ödön von Horváth
- 2006 Vereinigte Bühnen Bozen: Gladhand in „West Side Story“
- 2006 Vereinigte Bühnen Bozen: Sir Toby Rülps in „Was ihr wollt“ von William Shakespeare
- 2007 Volksschauspiele Telfs: Neelus in „Höllenritt“ von John B. Keane übersetzt von Felix Mitterer
- 2007 Theater im Lendbräukeller Schwaz: Lesgate in „Bei Anruf Mord“ von Alfred Hitchcock
- 2007 VZ-Komma Wörgl: Ezpou in „Unterguggenberger“ von Conni Stefanski
- 2007 Vereinigte Bühnen Bozen: Rugby in „Floh im Ohr“ von Georges Feydeau
- 2009 Theater ohne Bühne: Häuserin in „Beichte bei Don Camillo“ von Francesco Cirolini
- 2010 Volksschauspiele Telfs: Doppelmörder Lorenz Demleitner in „Die Hinrichtung“ von Bernd Späth

## Kabarett
- Der Verfluchte
- 1192 – gesucht Richard I. Löwenherz
- Dinner for One
- Hans Klein

## Auszeichnungen
- 2002: TAM-Basilisk: 1. Preis und Publikumspreis
- 2003: Freistädter Frischling (Jury- und Publikumspreis)
- 2003: Casino-Comedy-Slam Innsbruck 1. Preis
- 2004: Hirschwanger Wuchtel (Publikumspreis)